# КАМАЗ-Арктика
КАМАЗ-Арктика − проект пневмохода разработки кафедры СМ-10 «Колёсные машины» МГТУ им. Н. Э. Баумана.

## Общие сведения
При проектировании машины использованы серийные узлы и агрегаты серийных автомобилей КАМАЗ.
Оснащена колёсами низкого давления. Типоразмер шин — габаритные и негабаритные, в зависимости от конкретных дорожных условий. Кроме того, вездеход будет выпускаться в двух вариантах: трёхосный и четырёхосный.
Заказчик машины может выбрать двигатель из двух вариантов: V-образный восьмицилиндровый 11-литровый и рядный шестицилиндровый 12-литровый. За кабиной установлен крановый манипулятор. Имеется утеплённый жилой отсек для трёх членов экипажа.
Машина имеет шарнирно-складывающуюся раму для уменьшения радиуса поворота.
«КАМАЗ-Арктика» будет использоваться в районах Арктики, Сибири и Дальнего Востока.

## Технические характеристики
- Масса — 16 тонн (трёхосный), 25 тонн (четырёхосный).
- Грузоподъёмность — 13 тонн (трёхосный), 15 тонн (четырёхосный).
- Ширина — габаритный вариант — 2,5 м, негабаритный — 3,85 м.
- Дорожный просвет — 60 см.
- Максимальная скорость — 65 км/ч.
- Наибольший преодолеваемый подъём — 45°.
- Средний расход топлива — 33 л.
- Наибольший радиус поворота — 12 м.
- Мощность двигателя	400 л. с.
- Коробка передач — 16 ступеней.
- Вид кузова — бескапотный.
- Тип колёс — пневматический.
- Рабочий температурный режим — до −60°С[3]